# Kálniczky Géza
Kálniczky Géza (Sátoraljaújhely, 1862. április 7. – Kassa, 1938. november 23.) történész, jogtudományi szakíró, táblabíró, sakkozó, sakkfeladvány-szerző.

## Élete
Nagyapja Kálniczky Bertalan, apja valószínűleg Kálniczky Károly ügyvéd. Lánya Kálniczky Margit (1895) tánc és illemtan okleveles tanítónő.
A sátoraljaújhelyi piarista gimnáziumban tanult, majd az iglói evangélikus főgimnázium növendéke volt, ahol megtanult sakkozni. 1880-tól a Sárospataki Református Főiskola hallgatója. 20 évesen Sárospatak egyetemi város főiskolai Sakk Kör alapító tagja. Szívós Mihály főiskolai tanár körelnök diák alelnöke. 1883-ban a Pesti Sakk Kör egyéni versenyén Jacobi Samu mögött a második helyen végzett. 
Sárospatakon és Budapesten volt jogász. 1887-től bíró Királyhelmecen, majd Tornalján, később Rimaszombatban törvényszéki bíró. 1913-tól 1934-es nyugdíjazásáig Kassán ítélőtáblai bíró. Az 1918 nyári kassai Charousek-emlékverseny egyik szervezője.
A csehszlovák államfordulat előtt kassai (Felvidéki Újság) és budapesti lapokban (Pester Lloyd), majd a Jogtudományi Közlönyben, azután pedig a Csehszlovák Jogban publikált. Petőfi kutatásokat is folytatott. Sakk feladványai jelentek meg többek között a Deutsche Schachzeitungban, a Kassai Hírlapban, a Kassai Hétben és Kaschauer Tagblattban, illetve a Mährisch-Ostrauer Morgenzeitungban. Tagja volt a Kazinczy Társaságnak és a CSMTIMT-nek, díszelnöke volt a Kassai Sakkörnek, a helyi református egyház presbitere. Charousek Rezső barátja, s részleges hagyatékának őrzője.

## Művei
- 1914 Charousek emlékezete. Kassa
- 1917 Tompa és Reményi. Budapest
- 1918 Tompa ismeretlen levele a schwechati hadjáratból. Sárospataki Hirlap 1918/7—8.
- 1925 Mikszáth Kálmán diákévei Rimaszombatban. Kassa
- 1929 A kassai ítélőtábla története. Kassa
- 1930 Régi iglói diákélet. Igló
- 1932 Visszaemlékezés a régi jogászéletre. Csehszlovák Jog 1932
- 1938 Francia beszámoló a kassai Rákóczi-temetésről - Lobry Ferenc lazarista atya naplója. Prágai Magyar Hírlap 17/173, 4 (1938. július 31.)
- 1939 Kassa – Rákóczi városa.